# Digimon Story: Cyber Sleuth — Hacker’s Memory
Digimon Story: Cyber Sleuth — Hacker’s Memory — компьютерная игра в жанре CRPG, разработанная Media.Vision и выпущенная Bandai Namco. Принадлежит к франшизе Digimon. Следующая игра в серии после Digimon World: Next Order.

## Игровой процесс
Игра представляет из себя пошаговую RPG.
Чтобы побеждать в сражениях, игрок использует дигимонов своего персонажа. Они поделены на четыре категории: Данные, Вирусы, Вакцины и Свободные, где одни категории уязвимы для других, но Свободные дигимоны не обладают ни слабостями, ни сильными сторонами. У дигимонов также есть различные свойства.
Во время сражения у игрока есть множественные возможные действия. В битве участвует трое дигимонов игрока. В случае победы он получает очки опыта, с помощью которых игрок может повысить свой уровень, что даёт ему возможность развивать своих дигимонов. Кроме функции развития также есть и обратная функция, она нужна для получения наилучших дигимонов к концу игры.

## Восприятие
| Сводный рейтинг    | Сводный рейтинг |
| Агрегатор          | Оценка          |
| ------------------ | --------------- |
| GameRankings       | 72,30 %         |
| Metacritic         | PS4: 73/100     |
| Иноязычные издания |                 |
| Издание            | Оценка          |
| Destructoid        | 8/10            |
| Famitsu            | 35/40           |
| GameRevolution     | 8/10            |
| Eurogamer Italy    | 7/10            |
| IGN Spain          | 7,5/10          |

### Отзывы
Согласно сайту-агрегатору Metacritic, Hacker’s Memory получила «смешанные отзывы» на PlayStaion 4. Дэн Ромер из Destructoid в своей рецензии пишет: «игры Cyber Sleuth легко можно назвать лучшими во франшизе Digimon». При этом он отметил небольшие недостатки, например, гринд. Коуди Перес из GameRevolution хвалит игру за введение большого количества новых персонажей и другие малые улучшения, критикуя игру за повторение тех же локаций, что были в прошлой игре и общую схожесть локаций, несмотря на попытки изменить её.

### Продажи
В Японии продажи Hacker’s Memory оказались ниже ожидаемых. Согласно Media Create, в первую неделю после релиза было продано 24 636 копий игры на PlayStation Vita и 24 890 копий на PlayStation 4, что поставило эти игры на девятое и десятое места по количеству продаж в Японии соответственно. В Соединённом Королевстве Hacker’s Memory также попала на десятое место в топе продаж в первую неделю после всемирного релиза. В США игра стала самой продаваемой игрой на PS Vita 2018 года. В октябре 2020 года в официальном твиттер-аккаунте Digimon было объявлено, что число продаж Hacker’s Memory превысило 1,5 млн копий.
В Японии в первую неделю после выпуска было продано 4536 копий Digimon Story Cyber Sleuth: Complete Edition на консоли Nintendo Switch.

## Комментарии и примечания

### Комментарии
1. ↑  В 2019 году вышел сборник-переиздание игр Digimon Story: Cyber Sleuth и Digimon Story: Cyber Sleuth — Hacker’s Memory. Он, в отличие от оригинальных игр, выходивших только на PlayStation 4 и PlayStation Vita, получил версии на Windows и Nintendo Switch. Сборник получил название Digimon Story Cyber Sleuth: Complete Edition[1].
2. ↑  Оригинальное название на японском: デジモンストーリー サイバースルゥース ハッカーズメモリー, киридзи: Дэдзимон Суто̄рӣ Сайба̄ Сурӯсу Хакка̄дзу Мэмори.